# Fitna (film)
Pour les articles homonymes, voir Fitna (homonymie).
Pour plus de détails, voir Fiche technique et Distribution.
Fitna (de l'arabe Fitna, se référant à une période de querelle religieuse et de guerre civile dans l'Islam) est un court métrage d'une durée de dix-sept minutes, réalisé par le député néerlandais Geert Wilders et diffusé sur le Web le 27 mars 2008. L'auteur exprime sa perception de l'islam en citant des sourates du Coran et en les illustrant par des images de manifestations violentes des adeptes de cette religion, dont l'attaque terroriste contre le World Trade Center de New York, mais aussi des manifestations, ainsi que des titres de journaux évoquant des faits divers impliquant d'une manière ou d'une autre l'islam. Le film montre aussi des discours ou prêches ayant une teneur guerrière, antisémite et homophobe.

## Synopsis
Le film débute sur une image animée de la plus célèbre des caricatures de Mahomet publiée par le journal danois Jyllands-Posten placée en vis-à-vis d'une page du Coran. La mèche du turban de la caricature est allumée et un compte à rebours de 15 minutes, durée du court métrage, commence à s'égrener. 
Le film contient deux parties. La première partie traite d'évènements ayant pour dénominateur commun l'islam dans le monde. Des extraits de sourates alternent avec des extraits vidéo de divers attentats meurtriers survenus au cours des dernières années, dont les attentats contre le World Trade Center et ceux de attentats de Madrid et d'autres passages montrant des fragments de discours de Mahmoud Ahmadinejad, président de la République islamique d'Iran, ainsi que des discours d'autres tribuns et imams non identifiés.
La deuxième partie se concentre sur la perception de l'auteur des problèmes que l'islam revêtirait aux Pays-Bas.
Une grande partie du film est accompagnée par la musique des Suites n° 1 et n° 2 de Peer Gynt d'Edward Grieg, à savoir La mort d'Åse.
À la fin du film le Coran est filmé avec une personne qui tourne une  page de droite à gauche, alors que le sens de lecture arabe impose le feuilletage de gauche à droite. Puis, l'image s'estompe, et après, un son de déchirure est perceptible. Le film indique alors que le bruit provient du déchirement d'une page d'annuaire téléphonique.
Le film cite quelques versets du Coran qu'il choisit d'illustrer : la sourate 8 (Le butin, versets 39 et 60), la sourate 4 (Les femmes, versets 56 et 89) et la sourate 47 (Mohammed, verset 4).[réf. nécessaire]

## Diffusion
Geert Wilders souhaitait diffuser son  film anti-islam Fitna (La Discorde) sur une chaîne de télévision néerlandaise sans interruption et sans jugement préalable. Mais, faute d'un accord avec une chaîne de télévision aux Pays-Bas, Geert Wilders fait le choix de placer son travail sur un site internet.
Le 23 mars 2008, le fournisseur américain d'accès internet a suspendu le site réservé au député Geert Wilders.

## Réactions à la diffusion
Le gouvernement néerlandais a immédiatement condamné le film par la voix de son chef du gouvernement Jan Peter Balkenende qui s'exprimait en néerlandais puis, chose exceptionnelle, en anglais. Le premier ministre indique « Nous rejetons cette interprétation [de l'islam]. La grande majorité des musulmans rejette l'extrémisme et la violence et ceux-ci en sont en fait les premières victimes ».
Le lendemain, le secrétaire général de l'ONU, Ban Ki-moon, condamne à son tour très fermement le film. Ban Ki-moon ajoute que « La liberté [d'expression] doit toujours être accompagnée de responsabilité sociale ». Dimitrij Rupel, le président slovène de l'Union européenne en exercice, déclare que le film ne sert rien d'autre qu'à « attiser la haine ». La veille, les gouvernements du Pakistan, Iran, Indonésie et Bangladesh condamnaient le film. Le Pakistan a convoqué l'ambassadeur des Pays-Bas pour exprimer sa protestation. L'Indonésie, le plus grand État musulman, déclare que le film est « trompeur et rempli de racisme ».
Le film utilise une caricature représentant Mahomet portant un turban en forme de bombe, l'une de celles publiée par des dessinateurs danois au moment de l'affaire des Caricatures de Mahomet du journal Jyllands-Posten. L'auteur de cette caricature, Kurt Westergaard, indique que son œuvre a été utilisée sans sa permission et indique avoir demandé à son syndicat de représenter ses droits auprès des producteurs du court-métrage. Il indique vouloir porter plainte contre l'auteur du film. Celui-ci déclare au cours d'une interview que sa caricature dénonce le terrorisme, pas l'islam : « Je refuse de voir mon œuvre utilisée en dehors de son contexte original et de la voir utilisée dans un contexte totalement différent ».
À propos de choix pour les sourates citées, le secrétaire d'État néerlandais chargé des affaires sociales, Ahmed Aboutaleb, déclare : « Il aurait pu choisir un extrait du Coran qui dit que tuer un autre homme est un péché et qu'il équivaut à tuer l'humanité entière, mais cette partie n'allait pas dans le sens de sa démonstration, voilà pourquoi il choisit les pires passages. En triant de cette manière, vous retrouvez la même chose dans tous les textes religieux. ».

## Critiques
Pour la revue française ProChoix : « Il s’agit d’un montage entre des versets du Coran suivis d’images du 11 septembre, de prêches enflammés contre les Juifs et les homosexuels. Mais à la 10e minute, Geerts Wilders abandonne le côté revue de presse et fait le lien entre ces images de haine produites par des islamistes et le nombre grandissant de musulmans aux Pays-Bas, pour finir par dénoncer l’"islamisation" ». Caroline Fourest précise : « Son film ne vise donc ni l’islamisme ni même l’Islam en tant qu’idéologie religieuse, mais le fait qu’il y a trop de musulmans en Europe. C’est un message xénophobe. En cela, le film de Wilders est très différent de Soumission, écrit par Ayaan Hirsi Ali et réalisé par Théo Van Gogh, qui s’attaquait aux versets sexistes du Coran de façon féministe et anti-religieuse. »
Arnoud Van Doorn, ancien élu du parti de Geert Wilders, et qui avait participé à la production du film, s'est converti à l'islam en 2013. Il a déclaré dans une interview en 2013, « Le film qui a suscité des critiques sur son caractère islamophobe a été un tort de notre part car il contient beaucoup d’informations trompeuses et incorrectes qui n’ont rien à voir avec cette religion divine et son noble prophète. Je vais utiliser toute mon expérience dans la production d’un film alternatif, qui abordera la véritable image de l’Islam et tous les aspects de la personnalité du Prophète ainsi que ses grandes qualités. »

## Poursuites judiciaires
Le 17 avril 2008, le  tribunal d'Amsterdam condamne Geert Wilders pour avoir utilisé la photo du rappeur néerlandais  d'origine marocaine Salah Edin en le présentant comme l'assassin de Theo van Gogh Mohammed Bouyeri dans le film. Le 21 janvier 2009, le tribunal d'Amsterdam ordonne au parquet d'engager des poursuites pour incitation à la haine et à la discrimination contre Wilders.